# پلیتزانو
پلیتزانو (به ایتالیایی: Pellizzano) یک کومونه در ایتالیا است که در ترنتینو واقع شده‌است. پلیتزانو ۳۹٫۹ کیلومتر مربع مساحت و ۷۷۴ نفر جمعیت دارد.